# Leningradzki Okręg Wojskowy (ZSRR)

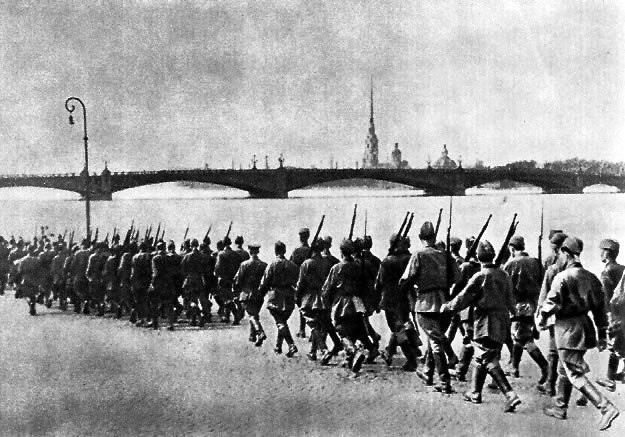
Mobilizacja w Leningradzkim Okręgu Wojskowym w 1941.

Leningradzki Okręg Wojskowy (ros. Ленинградский военный округ, ЛВО) – ogólnowojskowy, operacyjno-terytorialny związek Sił Zbrojnych Związku Radzieckiego.

## Historia
Utworzony rozkazem Rewolucyjnej Rady Wojskowej ZSRR nr 126 z 1 lutego 1924 poprzez przemianowanie Piotrogrodzkiego Okręgu Wojskowego.
Siedziba sztabu okręgu znajdowała się w Leningradzie. Około 20.06.1941 na bazie dowództwa okręgu zostało utworzone dowództwo Frontu Północnego. 
W 1990 na terytorium OW pozostawały: jedna armia oraz dwa korpusy armijne, wsparcie z powietrza zapewniała 76 Armia Lotnicza, a  osłonę 6 oraz 10 Armia Obrony Powietrznej.

W 1990 pozostawał w odwodzie Naczelnego Dowództwa Sił Zbrojnych ZSRR.

## Dowództwo okręgu
dowódcy okręgu
- generał porucznik Michaił Kirponos - 7.06.1940 (rozkaz LKO nr 02469) - 14.01.1941 (rozkaz LKO nr 0145);
- generał porucznik Markian Popow[3] - 14.01.1941 (rozkaz LKO nr 0145) - ok. 20.06.1941,

członkowie rady wojskowej
- komisarz korpuśny (od 1940) Nikołaj Waszugin: 8 maja 1940 (rozkaz LKO nr 01994) - 16 listopada 1940 (rozkaz LKO nr 05016);
- komisarz korpuśny (od 1941) Nikołaj Klementiew[3]: 15 stycznia 1941 - ?

szefowie sztabu
- generał major Pawieł Poniedielin[4] - 9.07.1940 (rozkaz LKO nr 03024) - 11.03.1941 (rozkaz LKO nr 0633),
- generał major Dmitrij Nikiszew[3] - 11.03.1941 (rozkaz LKO nr 0633) - ?

## Struktura organizacyjna
W czerwcu 1941
- 7 Armia,
- 14 Armia,
- 23 Armia[5].

W tym czasie siły okręgu liczyły:
- 436 tysięcy żołnierzy,
- 9 599 dział i moździerzy,
- 1 857 czołgami i 514 jednostkami innej broni pancernej,
- 2 104 samolotów.

Skład w 1990
- dowództwo Okręgu – Leningrad
- 6 Armia
- 26 Korpus Armijny
  - 69 Dywizja Zmechanizowana
  - 77 Dywizja Zmechanizowana
- 30 Korpus Armijny
  - 45 Dywizja Zmechanizowana
  - 64 Dywizja Zmechanizowana
  - 146 Dywizja Zmechanizowana
  - 462 Brygada Artylerii
- 63 Dywizja Zmechanizowana
- 76 Dywizja Zmechanizowana
- 115 Dywizja Zmechanizowana
- 250 Dywizja Zmechanizowana
- 2 Dywizja Artylerii
- 3 Dywizja Artylerii
- 21 Brygada Rakiet Operacyjno-Taktycznych
- 26 Brygada Rakiet Operacyjno-Taktycznych
- 131 Brygada Rakiet Operacyjno-Taktycznych
- 289 Brygada Artylerii WM
- 91 Brygada Łączności
- 97 Brygada Łączności
- 71 Brygada Zaopatrzenia
- 69 Brygada Zaopatrzenia
- 209 Brygada Medyczna
- 3 Brygada Samochodowa.